# Mota Lava
Mota Lava o Motalava è la terza isola più grande delle isole Banks che, a loro volta, fanno parte della repubblica di Vanuatu nell'Oceano Pacifico.
È la principale e la più elevata (411 m s.l.m.) delle isole orientali del gruppo, al largo della sua costa meridionale ma raggiungibile a piedi c'è il piccolo isolotto di Ra.
Sull'isola si trova un piccolo aeroporto (codice IATA: MTV).
Nei primi resoconti e sulle mappe del XIX secolo l'isola era chiamata Saddle Island a causa del suo caratteristici profilo visto dal largo.
I missionari che la raggiunsero in seguito utilizzarono il nome Mota Lava prendendo spunto dal nome della vicina isola di Mota. Gli abitanti dell'isola la chiamano Mwotlap (ŋ͡mʷɔtˈlap) che è anche il nome della lingua parlata sull'isola. La lingua Mwotlap è la più diffusa sulle isole Banks, la parlano circa 1 800 persone.
Mota Lava è costituita da almeno 5 stratovulcani, due dei coni vulcanici, Vetman e Tuntog, sono ben visibili. Vetman è un cono piroclastico situato nel centro dell'isola con un cratere sommitale, sull'estremo sud-occidentale dell'isola si trova il Tuntog, un cono composito con un cratere largo circa 500 metri.